# 武继元
武继元（1924年—2010年），山东沂水人，中国人民解放军将领。
武继元1940年加入中国共产党。革命战争时期，他历任共产主义青年抗敌先锋队队长、八路军乡宣传委员、区武委会干事、纵队政治指导员、副政治教导员、政治教导员等职，参加了孟良崮、莱芜、昌潍、兖州、淮海、渡江和上海等战役战斗。
1949年起，他历任飞行大队长、团长、副师长、师长、武汉军区空军军训部部长、成都军区空军指挥所主任、军长、武汉军区空军司令员、广州军区空军司令员等职，为部队革命化、现代化、正规化建设作出了贡献。 武继元是中国共产党第十一次、十二次全国代表大会代表。曾荣获三级独立自由勋章、三级解放勋章和独立功勋荣誉章。
1985年，接替于振武，担任广州军区空军司令员。1987年，由刘鹤翘接任。